# Fünfzig Neue Kirchen
Fünfzig Neue Kirchen (englisch Fifty New Churches) bezeichnet ein 1711 und 1712 vom britischen Parlament verabschiedetes Kirchenbauprogramm, durch das im Stadtgebiet von London fünfzig neue Pfarrkirchen errichtet werden sollten.

Stadtplan Londons von 1682 mit den wachsenden Vororten

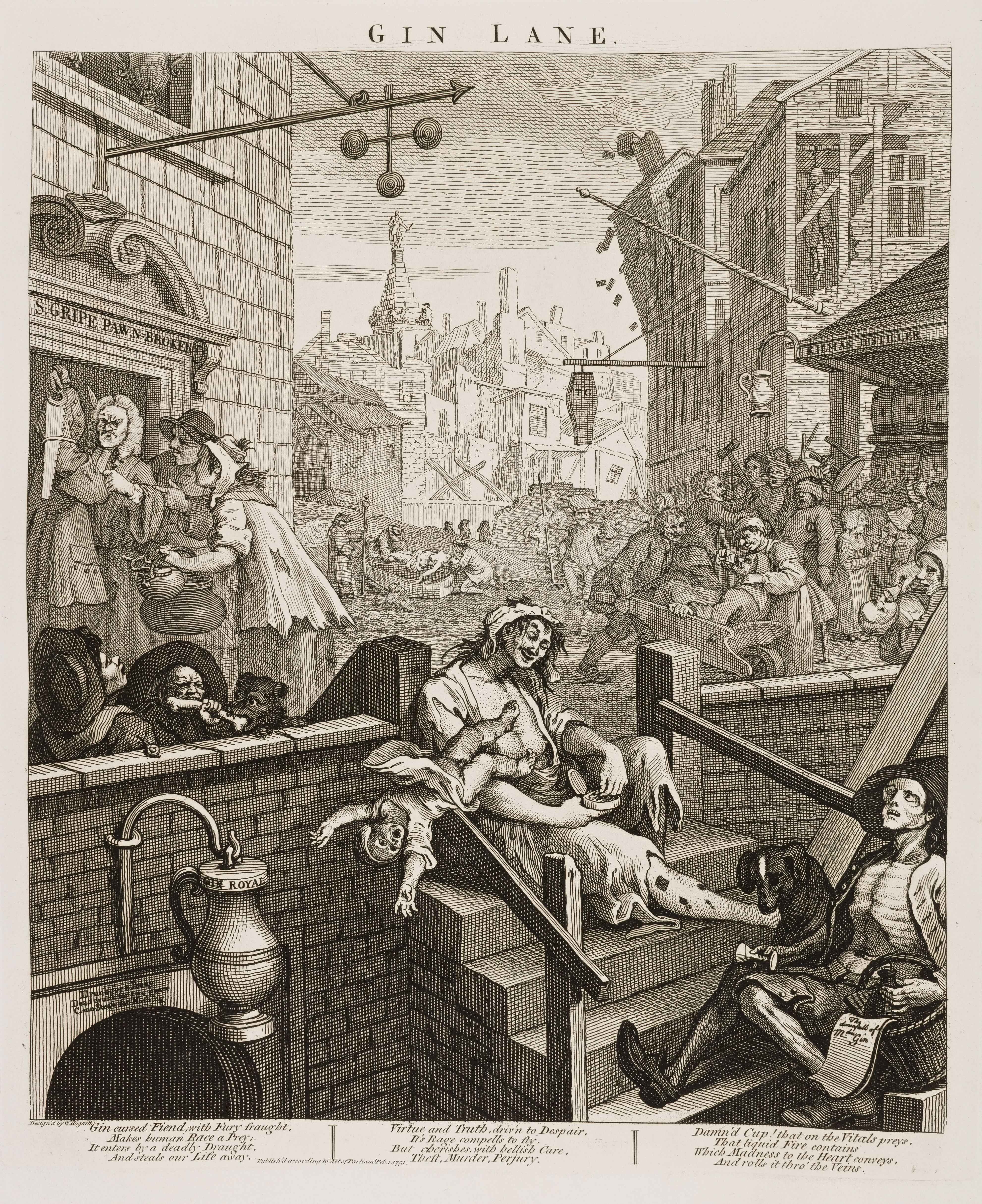
Moralisierende Darstellung der sozialen Probleme Londons durch William Hogarth (Gin Lane, 1761), im Hintergrund die mahnende Darstellung der Kirche St. George Bloomsbury mit der Statue Georgs I.

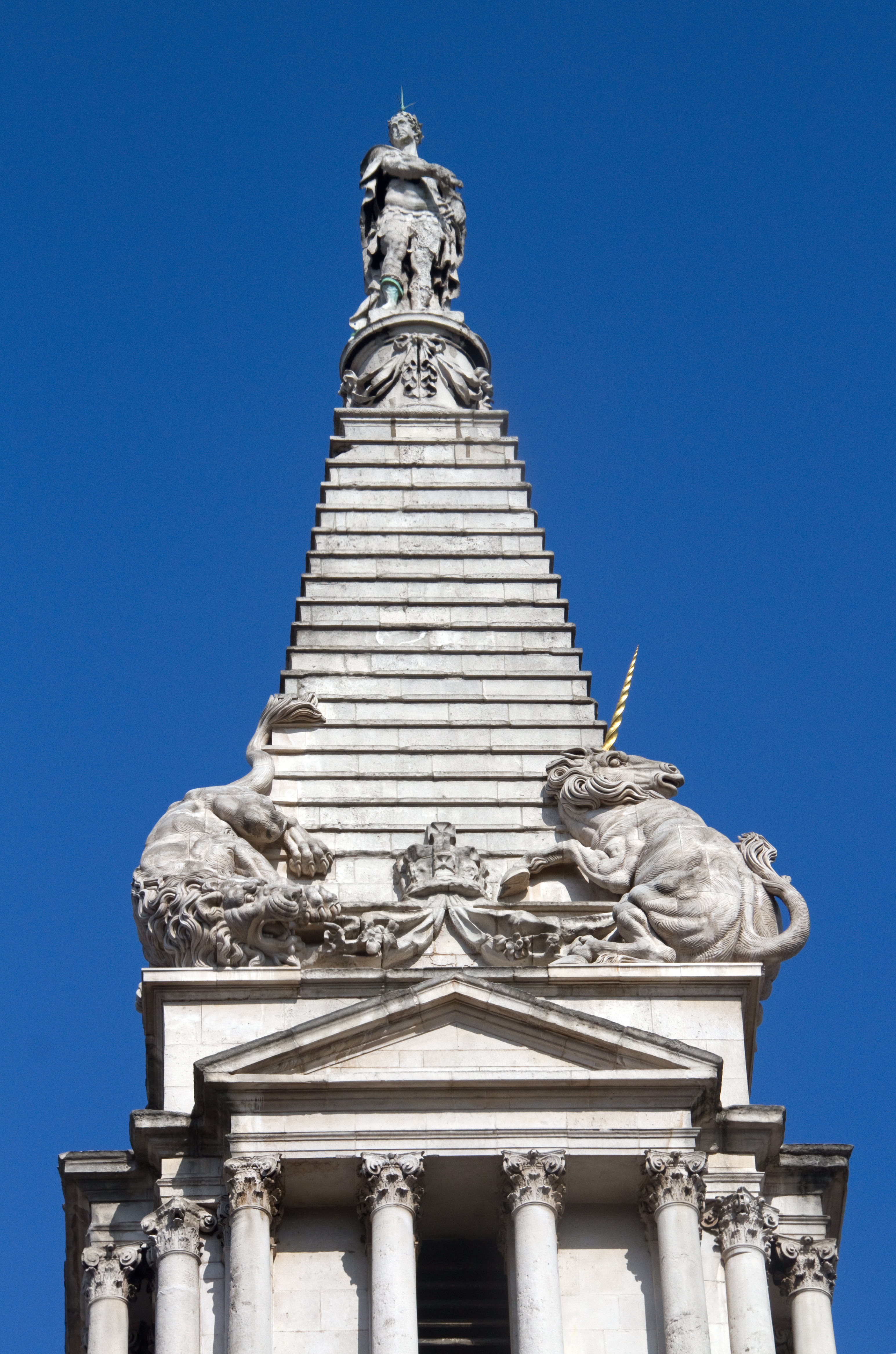
Turmbekrönung von St George’s, Bloomsbury mit der Statue Georgs I.

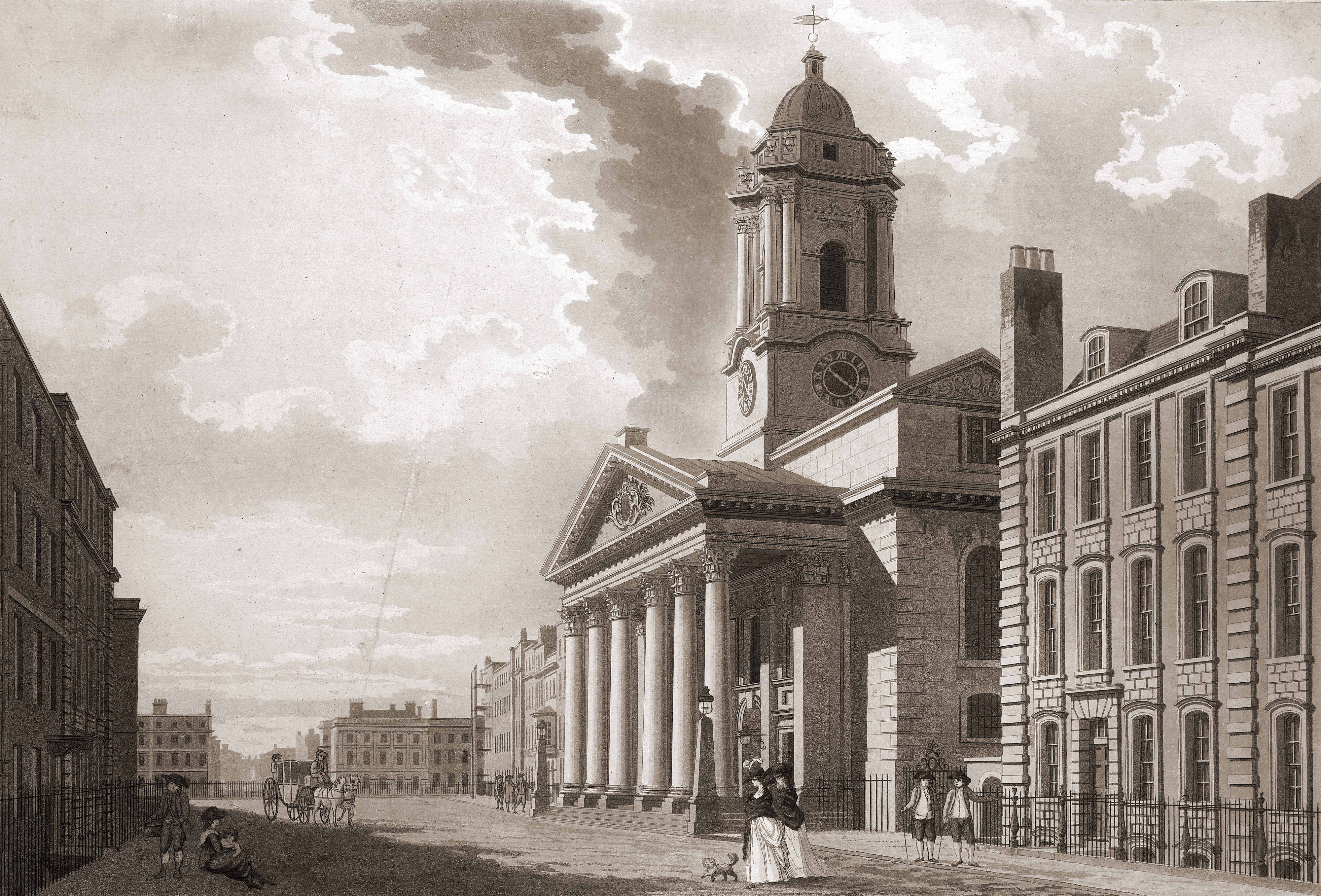
Eine der Fünfzig Neuen Kirchen: St George’s Hanover Square, historische Ansicht von 1787

Unmittelbarer Anlass für die Verabschiedung des Gesetzes war der Einsturz der mittelalterlichen Kirche St Alfege in Greenwich am 28. November 1710, worauf sich die Kirchengemeinde um finanzielle Hilfe für den Wiederaufbau an das englische Parlament wandte. Dieses bestimmte in den Acts for Building Fifty New Churches, auch bekannt als Queen Anne Church Acts, dass die Kohlesteuer, die bislang für den inzwischen abgeschlossenen Wiederaufbau von St Paul’s Cathedral und der übrigen Kirchen der Stadt verwendet worden war, künftig zur Finanzierung des Neubaus von 50 Pfarrkirchen dienen sollte. In London erinnern noch die Coal-Tax-Säulen an diese Kohlesteuer.
Die Zahl Fünfzig für das Kirchenbauprogramm bezieht sich auf die in etwa gleiche Anzahl von Wren-Kirchen, die nach dem Großen Brand von London 1666 durch Christopher Wren errichtet worden waren, und deren Anzahl nun für das inzwischen stark gewachsene Stadtgebiet Londons und dessen unmittelbarer Umgebung verdoppelt werden sollte. Politisch ermöglicht wurde dieses hochkirchliche Programm durch die seit 1710 amtierende Tory-Regierung. Unterstützt wurde das Programm maßgeblich durch Queen Anne, so dass gezielt von Queen-Anne-Churches gesprochen wird.
Umgesetzt wurde das Programm von einer Kommission bestehend aus Christopher Wren, John Vanbrugh und Thomas Archer, die wiederum die beiden Architekten Nicholas Hawksmoor und William Dickinson mit der praktischen Durchführung beauftragten. Dickinson wurde 1713 durch James Gibbs ersetzt, der wiederum 1716 aus politischen Gründen entlassen und durch John James ersetzt wurde. Nach dem Regierungswechsel 1714 zu den liberalen Whigs wurde eine neue Kommission von Nicht-Architekten aufgesetzt, die das Projekt nur noch halbherzig verfolgte und 1718 die Kohleabgabe in eine nicht mehr zweckgebundene allgemeine Regierungsabgabe umwandelte. Die Kommission, und damit auch Hawksmoor und Archer als ihre Architekten, blieb noch bis 1733 im Amt, nachdem von den geplanten fünfzig Kirchenbauten nur zwölf finanziert und einige weitere unterstützt worden waren.
Abgesehen von den Kirchenbauten Wrens waren es zwei Kirchenprojekte, die einen Einfluss auf die Kirchenneubauten ausüben sollten, nämlich die 1707 bis 1710 vom Vizekanzler der Universität, Henry Aldrich, (wohl in Zusammenarbeit mit Hawksmoor) erbaute Kirche All Saints in Oxford und die 1709 bis 1715 erbaute Kirche St Philip’s in Birmingham (die heutige  Kathedrale von Birmingham) von Thomas Archer.
Das erste Kirchbauprojekt war der unmittelbar 1712 begonnene Wiederaufbau der eingestürzten Kirche St Alfege in Greenwich durch Hawksmoor, von dem auch die Entwürfe für St Anne’s, Limehouse (1712 bis 1724), Christ Church, Spitalfields (1714 bis 1729), St George in the East (1714 bis 1729), St George’s, Bloomsbury (1716 bis 1731) und St Mary Woolnoth (1716 bis 1724) stammen. Von seinem Partner John James wurde St George’s, Hanover Square (1720 bis 1725) errichtet. Von beiden gemeinsam entworfen wurden am Ende der Laufzeit des Projekts 1727 bis 1733 St John’s, Horsleydown und St Luke’s, Old Street, bei denen aber, da die früheren Bauten mit erheblichen Kostenüberschreitungen verbunden gewesen waren, eine sehr einfache Gestaltung gefordert wurde. Von dem nur kurze Zeit involvierten James Gibbs stammt die Kirche St Mary le Strand (1714 bis 1723), und das Kommissionsmitglied Thomas Archer erbaute die beiden Kirchen St Paul’s, Deptford (1713 bis 1730) und St John’s, Smith Square (1713 bis 1728).
Fünf weitere Kirchenbauten wurden zumindest teilweise von der Kommission finanziert, so St George’s Church, Gravesend (1730), St George the Martyr Southwark, 1734 bis 1736 von John Price, St Giles-in-the-Fields, 1730 bis 1734 von Henry Flitcroft, St Mary Magdalene Woolwich, 1732 bis 1739 von Matthew Spray, Maurermeister in Deptford, und der 1715 bis 1722 durch William Dickinson und Hawksmoor errichtete Turmneubau von St Michael, Cornhill. 1723 kaufte die Kommission die zuvor 1703–06 von Arthur Tooley erbaute Kirche St George the Martyr Holborn und gründete in ihr nach Umbau eine eigene Pfarrei mit neuem Patrozinium, des Weiteren erfolgte der Ankauf von St John Clerkenwell.
St Anne’s Limehouse widmete man als einem der ersten Kirchenneubauten der 1716 verstorbenen Queen Anne. Mit Ausnahme von St George the Martyr in Southwark, das dieses Patrozinium seit dem Mittelalter besaß, widmete man drei der Neubauten (St George’s, Bloomsbury, St George’s, Hanover Square) und einen der Umbauten (St George’s Church, Gravesend) dem Heiligen Georg, der sowohl englischer Nationalheiliger als auch Namenspatron des seit 1716 regierenden englischen Königs Georg I. war. Am sichtbarsten kam diese Beziehung beim Bau von St George’s, Bloomsbury zum Ausdruck, wo die Statue des Königs den Kirchturm bekrönt, eine ähnliche Statue war über dem Giebel von St George’s, Hanover Square geplant.
Zeitlich parallel zu den Fünfzig Neuen Kirchen, aber nicht als Bestandteil des offiziellen Kirchenbauprogramms, entstand 1721 bis 1726 St Martin-in-the-Fields, errichtet von James Gibbs. Als Pfarrkirche des englischen Hofs unter Georg I., der ein persönliches Interesse am Bau der Kirche nahm, kam dem Bauwerk eine programmatische Stellung zu.
Obgleich das anfangs gesetzte Ziel nur ansatzweise erfüllt wurde, sollten die realisierten Kirchenbauten einen wichtigen Einfluss auf die weitere Entwicklung des Kirchenbaus ausüben. Mehr als die zuvor von Wren erbauten Londoner Kirchen, deren städtebauliches Merkzeichen die variierten Turmbauten waren, zeichnen sich die Bauten in programmatischer Weise durch die Verwendung der Monumentalordnung, eines sechssäuligen Portikus oder des monumentalisierten Palladiomotiv aus und markieren damit zugleich den Übergang vom englischen Barockklassizismus des Queen Anne Style zum Palladianismus, der mit der 1715 erschienenen, von Giacomo Leoni besorgten ersten englischen Ausgabe von The Architecture of Andrea Palladio seinen entscheidenden Durchbruch erlebte und für die englische Architektur unter dem Haus Hannover zum herrschenden Architekturstil wurde.